# Conus imelus
Conus imelus é uma espécie de gastrópode do gênero Conus, pertencente a família Conidae.